# Пекульвеем
Пекульве́ем — река на Дальнем Востоке, протекает по территории Анадырского района Чукотского автономного округа. Длина — 22 км.
Название в переводе с чукот. — «нож-река».
Берёт начало в южных отрогах Мэйнгыпильхинского хребта, между горами Сев. Индочай и Шалун, впадает в Пекульнейское озеро-лиман Берингова моря.
Является главной нерестовой рекой в бассейне Пекульнейского озера (нерка).